# Liebe, Tod und Teufel (1934)
Liebe, Tod und Teufel ist ein deutscher Spielfilm aus dem Jahre 1934 mit Käthe von Nagy und Albin Skoda in den Hauptrollen. Regie führten Heinz Hilpert und Reinhart Steinbicker.

## Handlung
In einem Hafenbasar des Pazifikstädtchens Kona bekommt der junge Matrose Kiwe eine geheimnisvolle Flasche angeboten, die ihrem Besitzer angeblich Macht und Reichtum schenkt und ihm all seine Wünsche erfüllen soll. Die geforderte Gegenleistung ist allerdings hoch. Ab sofort gehört die Seele des neuen Besitzers dem Teufel. Will der Besitzer die Flasche weiterverkaufen, so muss er weniger dafür verlangen, als er zuvor selbst bezahlt hat. In seinen Träumen und Gedanken längst in Wohlstand schwelgend, lässt sich Kiwe, ohne darüber lange nachzudenken, auf den Handel ein.
Und tatsächlich erfüllen sich bald all seine Träume. Kiwe träumt von Geld, viel Geld. Und so ist er bald ein reicher Mann. Doch eines Tages wird ihm die Flasche zu unheimlich, und er verkauft sie weiter. Wenig später lernt er auf einer Reise die schöne Kokua kennen und verliebt sich in sie. Die beiden wollen heiraten, da wird Kiwe von einer unheilbaren, tödlich endenden Krankheit befallen. Jetzt könnte ihn nur noch die Flasche retten, aber die ist unauffindbar, da sie seitdem immer wieder einen neuen Besitzer gefunden hat.
Eines Tages hat Kiwe großes Glück. Es gelingt ihm, den derzeitigen Besitzer ausfindig zu machen und kauft die Flasche wieder zurück: für nur einen Cent! Dadurch ist er der letzte Besitzer der Flasche geworden, denn dieser Preis ist nicht mehr zu unterbieten. Sein Schicksal scheint besiegelt, denn der letzte Besitzer hat sich unrettbar dem Teufel mit Haut und Haaren verschrieben. Doch Kokua hat eine rettende Idee. Warum dieses Geschenk des Satans nicht an eine bereits verlorene Seele loswerden? Der Coup gelingt, und Kiwe und seine Kokua verlieren ihren irdischen Wohlstand, haben aber jetzt eine echte Chance, ihr irdisches Glück auf den wahren Werten, die ein Leben lebenswert machen, neu aufzubauen.

## Produktionsnotizen
Der Film entstand nach der Vorlage „The Bottle Imp“ (Der Flaschenkobold) von Robert Louis Stevenson. Gedreht wurde im Oktober 1934. Die Planungen sahen Das unerbittliche Glück, Der gläserne Fluch und Zwei auf Hawai als Arbeitstitel vor.
Berühmt wurde der Film vor allem durch das melancholisch-fatalistische Mackeben-Lied „So oder so ist das Leben“, das Brigitte Horney vortrug. Den Text dazu schrieb Hans Fritz Beckmann.
Hauptdarsteller Albin Skoda, sein Kollege Paul Dahlke und Drehbuchautor Kurt Heuser gaben hier ihr Filmdebüt.
Die Bauten entwarf Otto Hunte, ausgeführt wurden sie von Willy Schiller. Herbert Ploberger zeichnete für die Kostümentwürfe verantwortlich.
Liebe, Tod und Teufel wurde am 21. Dezember 1934 uraufgeführt und mit Jugendverbot belegt. Erstmals nach dem Zweiten Weltkrieg wurde der Film am 22. März 1981 im Fernsehen des Bayerischen Rundfunks ausgestrahlt. Das Fernsehen der DDR sendete ihn im Rahmen der sogenannten Montagsfilme (überwiegend alte UFA-Produktionen) nachweislich am 20. November 1972.

## Kritiken
Oskar Kalbus‘ ‘Vom Werden deutscher Filmkunst‘ schwärmte: „Ein begeisternder Film, weil er die in allen Menschen schlummernden Träume zur Erfüllung bringt, weil er die aus Jugendtagen herübergeretteten, heimlichen, schönen Sehnsüchte erweckt -- die Träume vom Wunderbaren, vom Glück der Ferne, die Sehnsüchte nach großen abenteuerlichen Gefahren und wilden Eroberungen -- dort - weit über dem Meer…“
In Heinrich Fraenkels ‘Unsterblicher Film‘ heißt es: „Stevensons ‘Flaschenteufelchen‘, die Geschichte von der magischen Flasche, die den Besitzern jeden Wunsch erfüllt, aber den letzten dem Teufel verschreibt, ist zu einem Operettenfilm verarbeitet, dessen Erfolg auch dem von der Horney kreierten Chanson ‘So oder so ist das Leben‘ zu danken ist.“
Das Lexikon des Internationalen Films urteilte über den Film: „Sorgfältig gestaltet, auch musikalisch stimmungsvoll und gut gespielt.“